# Réseau routier asiatique

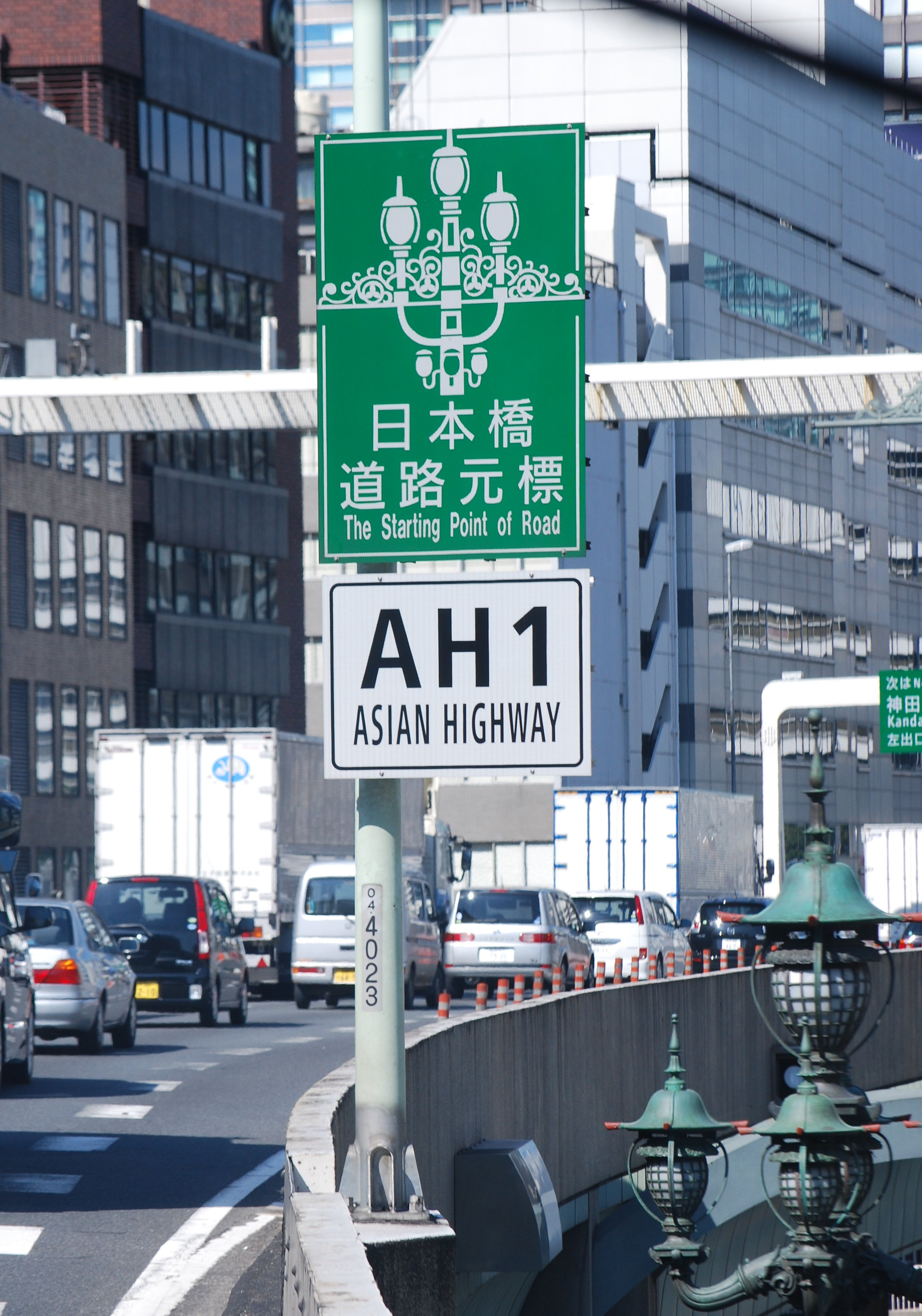
Panneau indiquant le début de la route asiatique 1 (AH1) à Tokyo au Japon.

Cartouche signalétique représentant la route asiatique 8 (AH8).

Le projet de Réseau routier asiatique, en anglais Asian Highway (AH), est un projet de coopération entre des pays d'Asie et d'Europe et la Commission économique et sociale pour l'Asie et le Pacifique (CESAP) dont le but est d'améliorer en les harmonisant les réseaux routiers en Asie. C'est l'un des trois piliers du projet ALTID (Asian Land Transport Infrastructure Development) approuvé par la CESAP lors de sa 48e session en 1992, qui comprend par ailleurs le projet de chemin de fer trans-asiatique (Trans-Asian Railway ou TAR) et la facilitation du transport terrestre à travers le continent.
Des accords ont été signés par 32 pays pour permettre au réseau autoroutier de traverser tout le continent et également atteindre l'Europe. Quelques-uns des pays ayant pris part au projet sont l'Inde, Le Sri Lanka, Le Pakistan, la Chine, le Japon, La Corée du Sud et Le Bangladesh. L'essentiel des financements proviennent des nations les plus importantes et les plus avancées comme le Japon, l'Inde et la Chine, mais également d'organisations internationales comme la banque asiatique de développement.

## Histoire
Les routes asiatiques sont basées sur des standards de classification et de design issues du « Classification and Design Standards for the Asian Highway » développé en 1974.
Les nouveaux standards de classification et de design des routes asiatiques ont été proposés et assumés comme guide général pour les routes asiatiques par la réunion d'un groupe d'experts qui s'est tenu du 29 novembre au 3 décembre 1993 à Bangkok, et où étaient représentés 15 pays membres des routes asiatiques.

### Traité
L'Accord intergouvernemental sur le réseau routier asiatique (en anglais : Intergovernmental Agreement on the Asian Highway Network, en chinois : 亚洲公路网政府间协定 et en russe : Межправительственное соглашение по сети азиатских автомобильных дорог) est le nom officiel du traité mettant en œuvre le programme. Tel que prévu par les modalités, celui-ci entre en vigueur 90 jours après qu'au moins huit parties l'aient signé. Il est en vigueur depuis le 4 juillet 2005.
Il a pour vocation de déterminer les grands axes du programme visant à développer un réseau routier trans-asiatique. Y sont définis : la signalisation des itinéraires concernés, les critères d'assignation des numéros, les itinéraires prévus à la constitution du réseau, le standard requis pour chaque type de route (largeur, revêtement, inclinaison, vitesse, hauteur libre...).

## Objectifs
D'après le traité, ce réseau à vocation à interconnecter des routes internationales subrégionales (en considérant des régions de la taille du sud-est asiatique ou du sud et du sud-ouest asiatique), et d'interconnecter des routes locales, et à desservir des villes capitales; les principaux centres industriels et agricoles, les aéroports majeurs, les ports maritimes majeurs et les ports fluviaux majeurs et les terminaux et dépôts majeurs pour containeurs ainsi que les attractions touristiques majeures.

## Structure du réseau

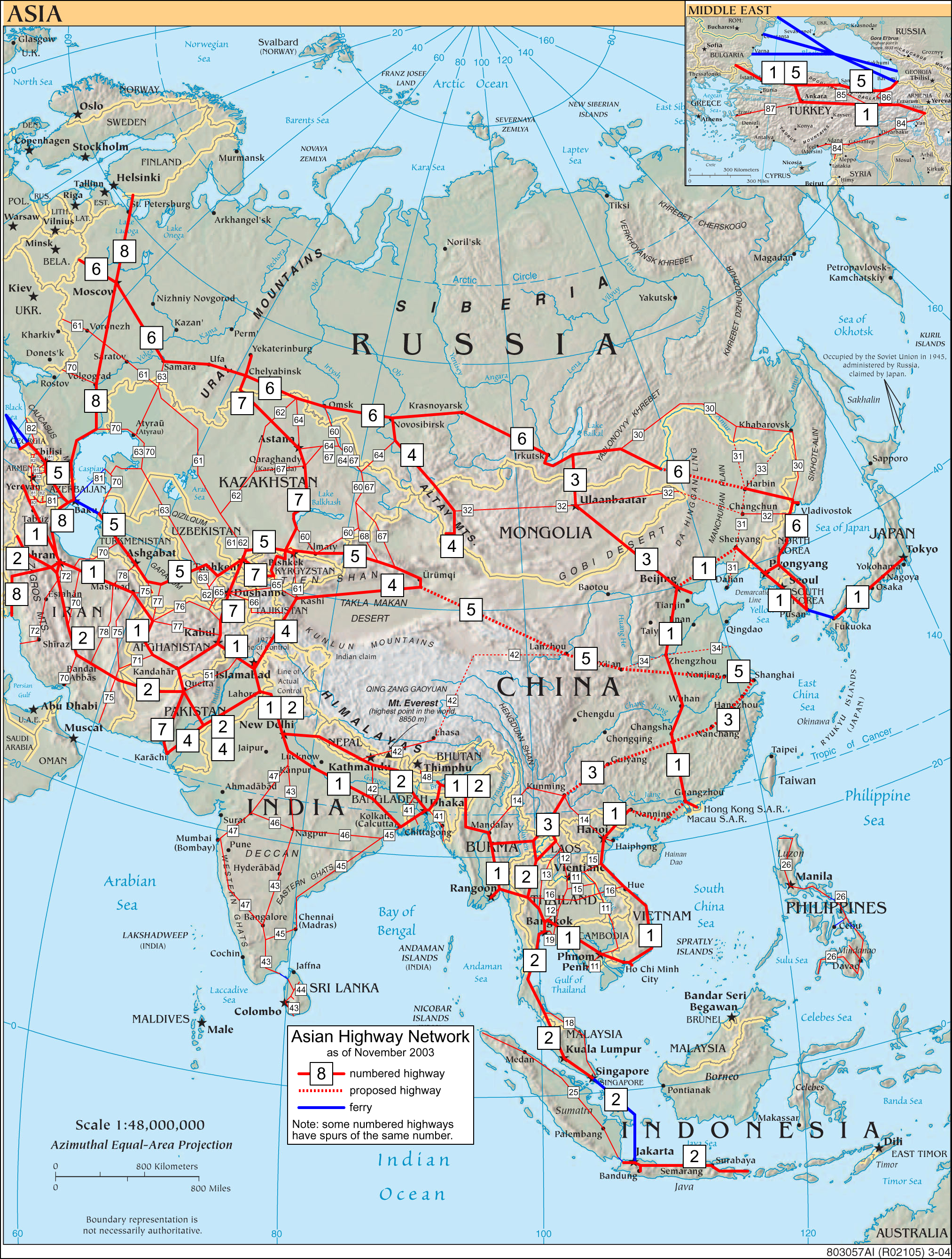
Carte du réseau routier asiatique.

### Numérotation du réseau

#### Routes transrégionales
Les numéros à un seul chiffre sont attribués aux itinéraires de routes asiatiques qui traversent plusieurs sous-régions (routes transrégionales).
| Numéro | Longueur (en km) | Pays traversés |
| ------ | ---------------- | --- |
| AH1    | 20 557           | - Japon - Corée du Sud - Corée du Nord - Chine - Viêt Nam - Cambodge - Thaïlande - Birmanie - Inde - Bangladesh - Pakistan - Afghanistan - Iran - Turquie |
| AH2    | 13 177           | - Indonésie - Singapour - Malaisie - Thaïlande - Birmanie - Inde - Bangladesh - Népal - Pakistan - Iran                                                   |
| AH3    | 7 331            | - Russie - Mongolie - Chine - Laos - Thaïlande - Birmanie                                                                                                 |
| AH4    | 6 024            | - Russie - Mongolie - Chine - Pakistan |
| AH5    | 10 380           | - Chine - Kazakhstan - Kirghizistan - Ouzbékistan - Turkménistan - Azerbaïdjan - Géorgie - Turquie                                                        |
| AH6    | 10 475           | - Corée du Sud - Corée du Nord - Russie - Chine - Kazakhstan                                                                                              |
| AH7    | 5 868            | - Russie - Kazakhstan - Kirghizistan - Ouzbékistan - Tadjikistan - Afghanistan - Pakistan                                                                 |
| AH8    | 4 718            | - Russie - Azerbaïdjan - Iran |

#### Routes d'Asie du Sud-Est

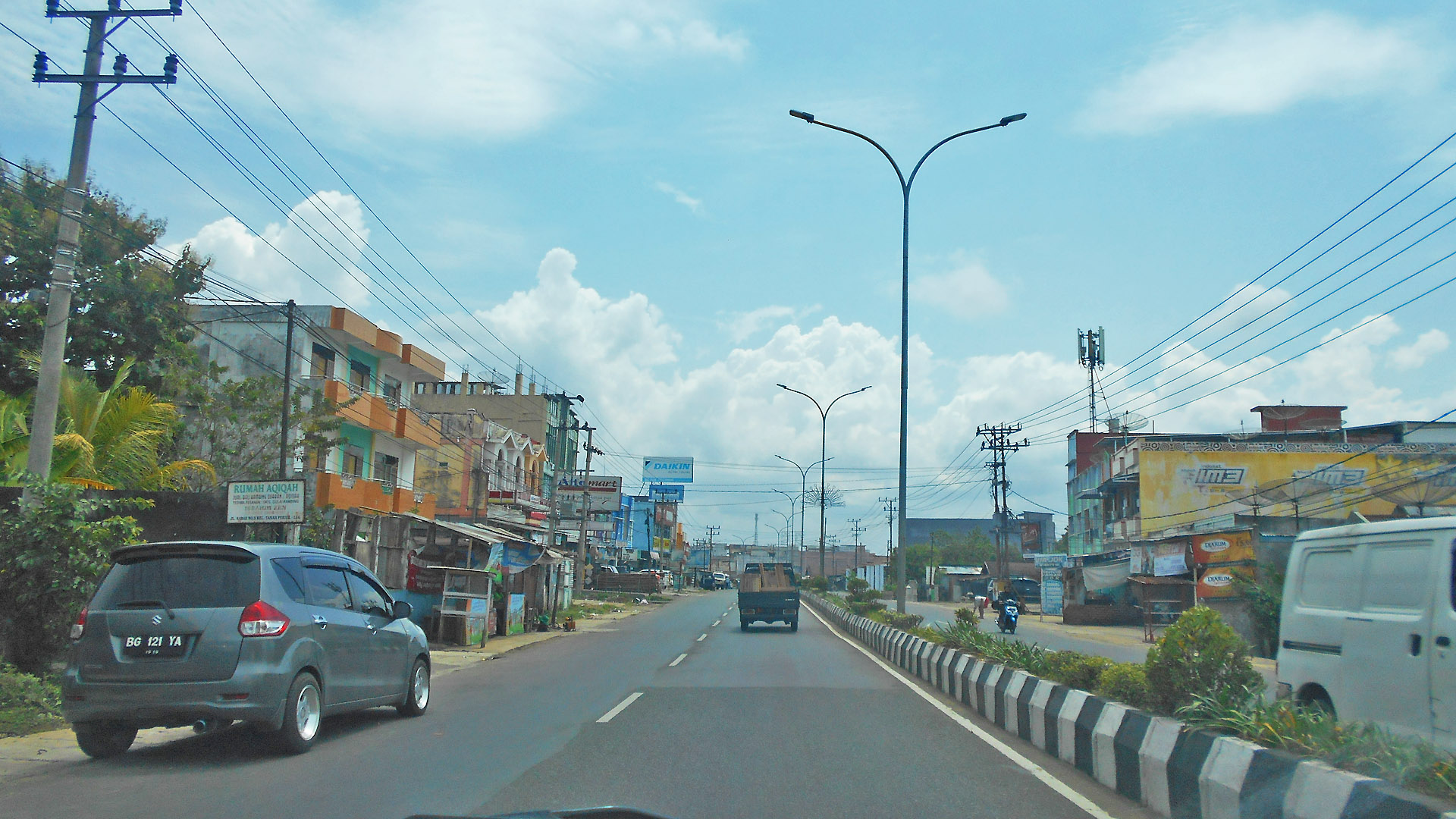
La Trans-Sumatran Highway, numérotée AH25, à Lubuklinggau en Indonésie

Les intervalles de 10 à 29 et de 100 à 299 sont attribués à l'Asie du Sud-Est qui comprend le Brunei, le Cambodge, l'Indonésie, le Laos, la Malaisie, le Myanmar, les Philippines, Singapour, la Thaïlande et le Viêt Nam.

#### Routes d'Asie de l'Estet d'Asie du Nord-Est
Les intervalles de 30 à 39 et de 300 à 399 sont attribués à l'Asie de l'Est et à l'Asie du Nord-Est qui comprennent la Chine, la Corée du Nord, la Corée du Sud, le Japon, la Mongolie et la Russie.

#### Routes d'Asie du Sud
Les intervalles de 40 à 59 et de 400 à 599 sont attribués à l'Asie du Sud qui comprend le Bangladesh, le Bhoutan, l'Inde, le Népal, le Pakistan et le Sri Lanka.

#### Routes d'Asie du Nord, d'Asie centraleet d'Asie du Sud-Ouest
Les intervalles de 60 à 89 et de 600 à 899 sont attribués à l'Asie du Nord, d'Asie centrale et d'Asie du Sud-Ouest qui comprennent l'Afghanistan, l'Arménie, l'Azerbaïdjan, la Géorgie, l'Iran, le Kazakhstan, le Kirghizistan, l'Ouzbékistan, la Russie, le Tadjikistan, la Turquie et le Turkménistan.

### Longueur du réseau
Le réseau prévu s'étendrait sur une longueur totale de 140 479 kilomètres. La longueur par pays est indiquée dans le tableau ci-dessous.
| Pays          | Longueur (en Km) |
| ------------- | ---------------- |
| Afghanistan   | 4 247            |
| Arménie       | 958              |
| Azerbaïdjan   | 1 442            |
| Bangladesh    | 1 804            |
| Bhoutan       | 1                |
| Birmanie      | 3 003            |
| Cambodge      | 1 339            |
| Chine         | 25 579           |
| Corée du Nord | 1 320            |
| Corée du Sud  | 907              |
| Géorgie       | 1 154            |
| Inde          | 11 432           |
| Indonésie     | 3 989            |
| Iran          | 11 152           |
| Japon         | 1 200            |
| Kazakhstan    | 13 189           |
| Kirghizistan  | 1 695            |
| Laos          | 2 297            |
| Malaisie      | 1 595            |
| Mongolie      | 4 286            |
| Népal         | 1 321            |
| Ouzbékistan   | 2 966            |
| Pakistan      | 5 377            |
| Philippines   | 3 517            |
| Russie        | 16 869           |
| Singapour     | 19               |
| Sri Lanka     | 650              |
| Tadjikistan   | 1 925            |
| Thaïlande     | 5 499            |
| Turquie       | 5 254            |
| Turkménistan  | 2 204            |
| Viêt Nam      | 2 678            |

## Caractéristiques
L'ensemble de caractéristiques dont chaque route doit (idéalement) disposer dépend de la catégorie à laquelle elle appartient (primaire, 1e classe, 2e classe ou 3e classe).
| Catégorie | Voies (min.) | Revêtement        | Autre remarque                                               |
| --------- | ------------ | ----------------- | ------------------------------------------------------------ |
| Primaire  | 4 voies      | Asphalte ou béton | Accès limité aux véhicules rapides et croisements dénivelés. |
| 1e Classe | 4 voies      | Asphalte ou béton |                                                              |
| 2e Classe | 2 voies      | Asphalte ou béton |                                                              |
| 3e Classe | 2 voies      | Goudron           | Standard minimum à viser.                                    |

Outre la catégorisation en classes effectuée précédemment, certains standards dépendent aussi de l'inclinaison du terrain.
| Type de terrain | Pente (min.) | Pente (max.) |
| --------------- | ------------ | ------------ |
| Plat/nivelé (L) | 0 %          | 10 %         |
| Roulant (R)     | 10 %         | 25 %         |
| Montagneux (M)  | 25 %         | 60 %         |
| Accidenté (S)   | 60 %         | +            |

| Type de terrain/Catégorie | Primaire | 1e Classe | 2e Classe | 3e Classe |
| ------------------------- | -------- | --------- | --------- | --------- |
| Plat/nivelé (L)           | 120 km/h | 100 km/h  | 80 km/h   | 60 km/h   |
| Roulant (R)               | 100 km/h | 80 km/h   | 60 km/h   | 50 km/h   |
| Montagneux (M)            | 80 km/h  | 50 km/h   | 50 km/h   | 40 km/h   |
| Accidenté (S)             | 60 km/h  | 50 km/h   | 40 km/h   | 30 km/h   |

Les voies doivent avoir une largeur de 3,5 m minimum (routes primaires, de 1e classe et de 2e classe) et doivent supporter la norme HS20-44 (convois de 20 tonnes pour 44 pieds de longueur). Une hauteur libre de 4,5 m est par ailleurs nécessaire pour que des camions puissent circuler.